# 무라세 케이타
무라세 케이타(일본어: 村瀬継太, 1994년 7월 28일 ~ )는 일본의 배우이다.